# Federico Maria Sardelli
Federico Maria Sardelli, né à Livourne en 1963 est un musicien, compositeur, chef d'orchestre, musicologue et cartooniste italien, créateur de l'ensemble Modo Antiquo.

## Biographie
Federico Maria Sardelli est flûtiste et chef d'orchestre spécialisé dans la musique baroque, directeur du département de musique ancienne de Florence.
Fondateur en 1984 de l'ensemble baroque Modo Antiquo, il a reçu en 1997 et 2000 le Grammy Awards pour deux disques enregistrés avec cette formation : Antonio Vivaldi, Concerti per molti istromenti et Arcangelo Corelli, Concerti Grossi op. VI. Il est dirigeant invité de nombreux orchestres, parmi lesquels le Maggio Musicale Fiorentino. Depuis 2006 il est principal dirigeant résident de l'Orchestre Philharmonique de Turin.
Il a enregistré en 2007, en première mondiale, l'opéra L'Atenaide de Vivaldi chez Naïve.
Il est aussi connu, particulièrement en Italie, comme dessinateur humoristique et satirique.

## Ouvrage
- (it) I miracoli di Padrepio  (Supplement à  Livornocronaca-il Vernacoliere, octobre 2002, no 849), Livourne, Mario Cardinali, coll. « I grandi autori de il Vernacoliere », 2002, vii-100 (OCLC 955247741).

## Discographie
de Federico Maria Sardelli
- Concertos Baroques – Roberta Mameli, Paolo Pollastri, Anton Martynov ; Modo antiquo (mai 2013, Brilliant Classics) (OCLC 887455749)
- Œuvres pour clavecin – Simone Stella, clavecin (2016, Brilliant Classics) (OCLC 1031402910)
- Sonates en trio – Stefano Bruni, Giovanni Battista Scarpa, violons ; Lorenzo Parravicini et Bettina Hoffmann, violoncelle ; Paola Talamini, orgue (12-14 octobre 2018, Brilliant Classics) (OCLC 1127909304)